# Gemeinde Črna na Koroškem

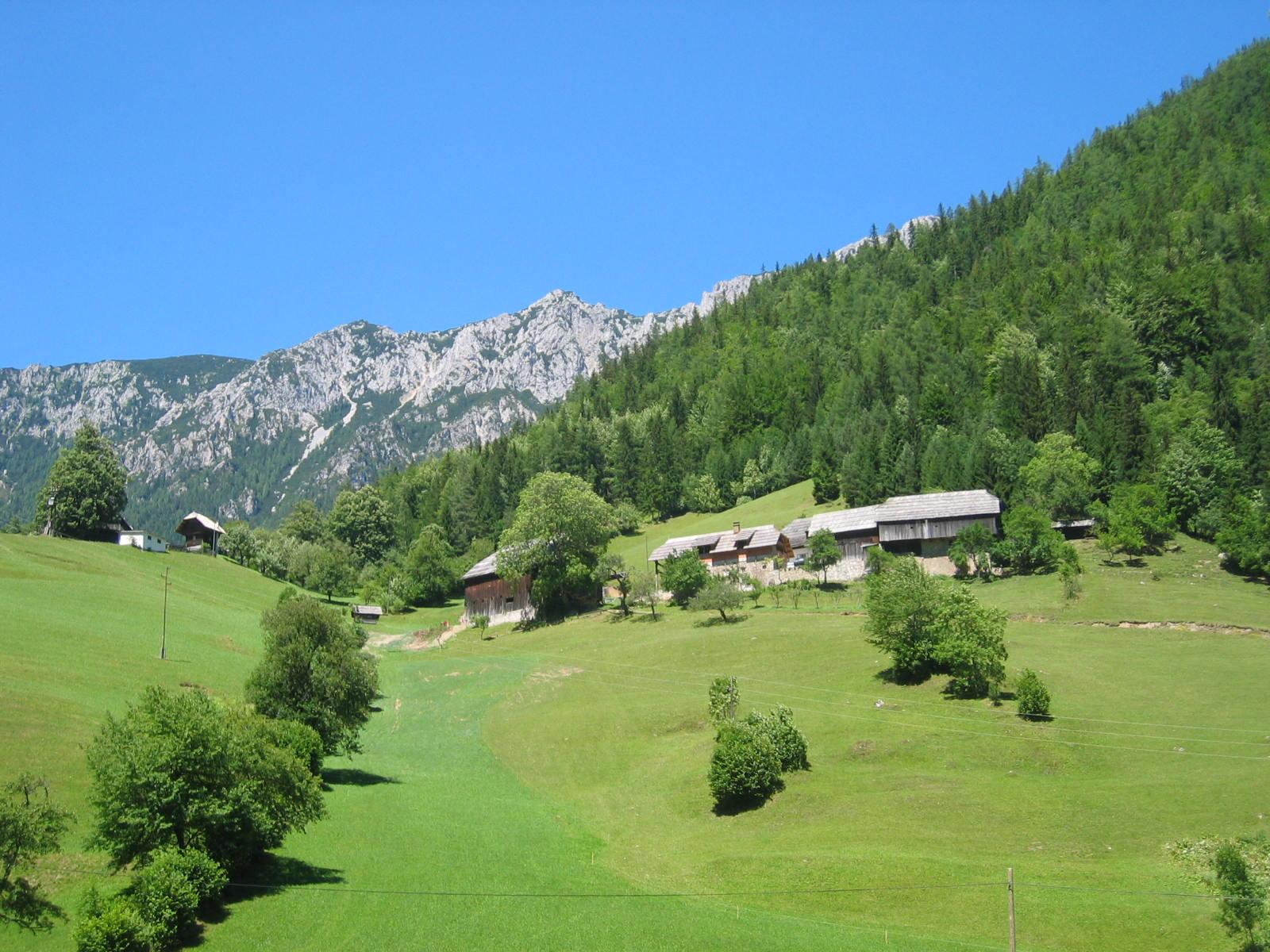
Topla, Gemeinde Črna na Koroškem

Die Gemeinde Črna na Koroškem (deutsch Schwarzenbach) ist eine Gemeinde in Slowenien in der historischen Landschaft Koroška (Slowenisch-Kärnten), statistische Region Koroška.
Benannt ist sie nach dem Hauptort und Verwaltungssitz Črna na Koroškem.

## Lage
Črna na Koroškem liegt in den Karawanken (Karavanke) im oberen Mežatal (Mieß). Der etwa im Zentrum des Gemeindegebietes gelegene Hauptort Črna liegt auf 574 m. ü. A., die höchste Erhebung ist mit 2125 m. ü. A. der Kordeschkopf (Kordeževa glava), der Gipfel der Petzen (Peca) direkt an der Grenze zu Österreich.
Die Besiedelung in der Kommune orientiert sich größtenteils an den zahlreichen Tälern und ihren Flüssen und Bächen. Der Hauptfluss Meža fließt von Westen kommend durch den Ort Črna weiter nach Norden. Linksseitige Nebenflüsse sind die Topla (Toplabach) und der Helenksi potok (Mallingbach), rechtsseitig vereinigen sich die Bistra (Wistrabach), der Javorski potok (Javoria) und der Jasbinski potok (Jasvina) mit ihrem Hauptfluss.
Nennenswerte Straßenverbindungen existieren entlang des unteren Mežatals nach Ravne na Koroškem und durch das Tal des Javorski potok über den Pass Sleme nach Šoštanj. Außerdem gelangt man über eine geschotterte Straße und den ebenfalls Sleme (im Deutschen: Wistrasattel) genannten Pass nach Solčava.

## Ortschaften
Die Gemeinde umfasst neun Ortschaften. Die deutschen Exonyme in den Klammern wurden bis zum Abtreten des Gebietes an das Königreich der Serben, Kroaten und Slowenen im Jahr 1918 vorwiegend von der deutschsprachigen Bevölkerung verwendet.
- Bistra (Wistra)
- Črna na Koroškem (Schwarzenbach)
- Javorje (Javoria)
- Jazbina (Jasvina)
- Koprivna (Koprein)
- Ludranski Vrh (Luderberg)
- Podpeca (Unterpetzen)
- Topla (Topla)
- Žerjav (Scheriau)

## Sehenswürdigkeiten

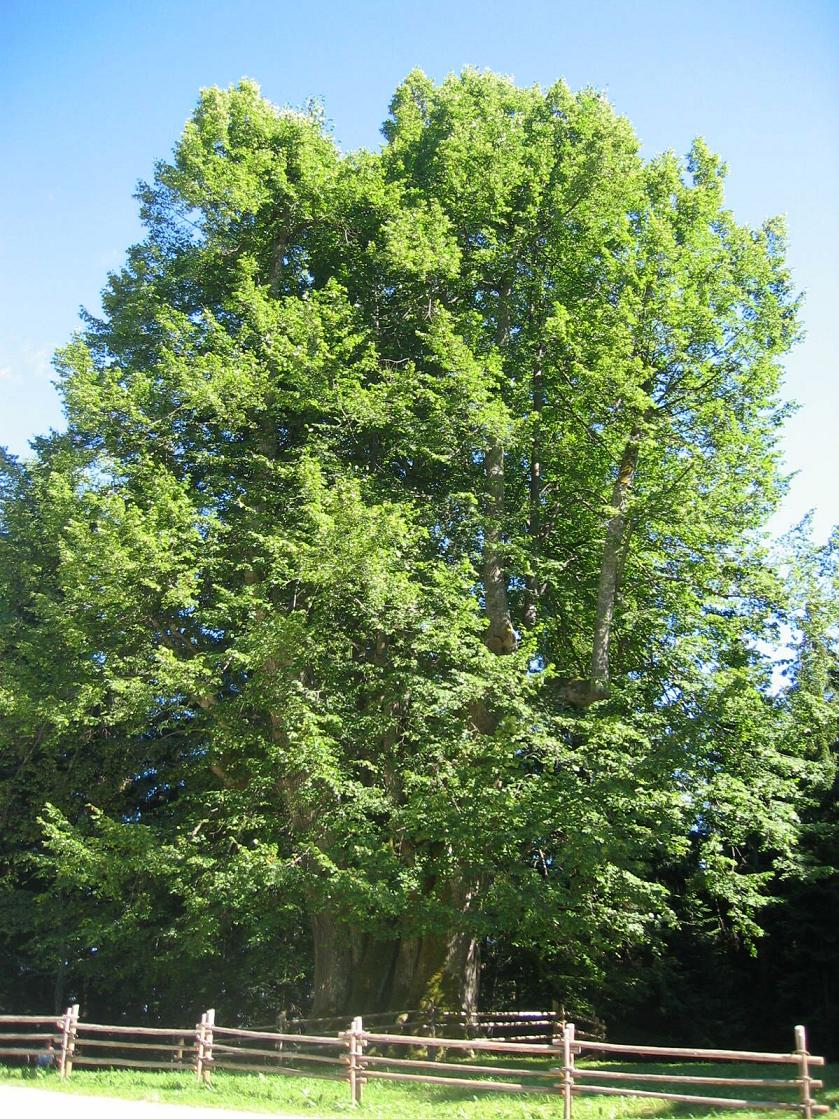
Alte Linde im Dorf Ludranski Vrh bei Črna na Koroškem.

- Die Kirche St. Ursula auf den Ursulaberg gehört zum Weiler Jazbina.

- Bemerkenswert ist die Najevska lipa, ein fast 800-jähriger Lindenbaum. Die imposante Größe und Geschichte macht diesen Baum zu einem nationalen Denkmal.[5]
- Ethnographische Ausstellung des Regionalmuseums von Slowenisch-Kärnten[6]

## Nachbargemeinden
| Eisenkappel-Vellach (A) | Feistritz ob Bleiburg (A), Mežica           | Prevalje, Ravne na Koroškem |
| Eisenkappel-Vellach (A) | Kompassrose, die auf Nachbargemeinden zeigt | Slovenj Gradec              |
| Solčava                 | Luče, Ljubno                                | Šoštanj                     |

## Geschichte
Seit 2013 gibt es eine Partnerschaft mit der kroatischen Insel und Gemeinde Šolta.

## Wirtschaft
Kognitiv behinderte Einwohner der Gemeinde pendeln zur Beschäftigung und betreuten Arbeit täglich in die delavnica Florijan im benachbarten Globasnitz in Österreich.

## Persönlichkeiten
- Carl von Scheuchenstuel (1792–1867), österreichischer Bergbeamter
- Mojmir Sepe (1930–2020), jugoslawischer Jazztrompeter, Komponist und Dirigent
- Maksimilijan Matjaž (* 1963), römisch-katholischer Geistlicher, Neutestamentler und Bischof von Celje
- Nataša Lačen (* 1971), Skilangläuferin
- Aleš Gorza (* 1980), Skirennläufer
- Tina Maze (* 1983), Skirennläuferin
- Miha Oserban, (* 2006), Skirennläufer